# Hans Eichhorn (Schriftsteller)
Hans Eichhorn (* 13. Februar 1956 in Vöcklabruck, Oberösterreich; † 29. Februar 2020 in Attersee am Attersee, Oberösterreich) war ein österreichischer Schriftsteller, der vor allem als Lyriker bekannt wurde.

## Leben
Nach der Matura an der Handelsakademie in Vöcklabruck im Jahr 1975 studierte er in Salzburg Religionspädagogik. Von seinen Eltern übernahm Eichhorn 1983 das Fischereirecht am Attersee. 1987 heiratete er Elisabeth, mit der er drei Kinder hatte.
Es folgte eine intensive literarische Tätigkeit mit zahlreichen Veröffentlichungen in Literaturzeitschriften wie manuskripte, Literatur und Kritik, text + kritik, Wespennest, Facetten, Rampe et cetera und im Österreichischen Rundfunk (ORF). 1993 wurde mit Das Zimmer als voller Bauch im Residenz-Verlag sein erstes Buch veröffentlicht. Seither folgten viele weitere Publikationen sowie einige Preise und Stipendien. Hans Eichhorn erhielt im Jahr 1999 den Manuskripte-Preis.
Eichhorn war Fischer im Nebenerwerb. Im Mai 2017 war er Gegenstand vieler Medienberichte, nachdem er aus neunzig Metern Tiefe aus dem Attersee seine eigene Geldbörse herausfischte, die er rund 20 Jahre zuvor dort verloren hatte. Sie beinhaltete neben einer Bankkundenkarte auch 500 Schilling.
Eichhorn starb nach langer schwerer Krankheit zwei Wochen nach seinem 64. Geburtstag.

## Werke
- Das Zimmer als voller Bauch. Gedichte. Salzburg, Wien: Residenz, 1993.
- Der Umweg. Prosa-Miniaturen. Weitra: Verlag Bibliothek der Provinz, 1994, ISBN 3-85252-017-7.
- Der Ruf. Die Reise. Das Wasser. Prosa. Salzburg, Wien: Residenz, 1995.
- Höllengebirge. Miniaturen. Weitra: Verl. Bibliothek d. Provinz, 1995, ISBN 3-85252-044-4.
- Köpfemachen. Erzählungen. Weitra: Verl. Bibliothek d. Provinz, 1997, ISBN 3-85252-137-8.
- abfischen (Fotoessay, Fischoratorium, gemeinsam mit Kurt Kaindl), Salzburg: Otto Müller Verlag, 1997.
- Petruskomplex. Gedichte. Salzburg, Wien: Residenz, 1998.
- Plankton. Szenen, Mikrogramme. Weitra: Verl. Bibliothek d. Provinz, 1999, ISBN 3-85252-317-6.
- Das Eintauchen. Die Verwandlung. Die Tonfolge. (gemeinsam mit dem Künstler Klaus Krobath), Weitra: Verl. Bibliothek d. Provinz, 2000, ISBN 3-85252-339-7.
- Circus Wols. Aufnahme und Projektion. Salzburg, Wien: Residenz, 2000.
- die umgehung – Attersee-Tour. (Bild/Text-Band, gemeinsam mit Klaus Costadedoi), Weitra: Verl. Bibliothek d. Provinz, 2002, ISBN 3-85252-481-4.
- Verreisen auf der Stelle. Gedichte. München: Buch & Media, Lyrikedition 2000, 2003.
- morgenoper. SommerSeeGedichte. Attersee: Edition Sommerfrische, 2004, ISBN 3-902415-03-7.
- das umrudern – Attersee-Jahreszeitentour. (Bild/Text-Band, gemeinsam mit Klaus Costadedoi), Attersee: Ed. Sommerfrische, 2005, ISBN 3-902415-06-1.
- Unterwegs zu glücklichen Schweinen. Gedichte. St. Pölten, Salzburg: Residenz, 2006.
- Der Wille zur Arbeit. Fragmente. Weitra: Verl. Bibliothek d. Provinz, 2006, ISBN 3-902415-10-X.
- Das Ichweißnicht-Spiel. Roman. Weitra: Verl. Bibliothek d. Provinz, 2008, ISBN 978-3-85252-917-2.
- Die Liegestatt. Manifest. St. Pölten, Salzburg: Residenz, 2008.
- Logenplatz. SommerSeeGedichte. Attersee: Ed. Sommerfrische, 2010, ISBN 978-3-902415-15-8.
- Handlungsbedarf. Dramolette. Attersee: Ed. Sommerfrische, 2011, ISBN 978-3-902415-16-5.
- Treibgut Attersee. (Bild/Text-Band, gemeinsam mit Klaus Costadedoi), Attersee: Ed. Sommerfrische, 2013, ISBN 978-3-902415-17-2.
- Über das Wesentliche. Gedichte. Weitra: Verl. Bibliothek d. Provinz, 2013, ISBN 978-3-99028-183-3.
- Über den Niederungen. Gedichte. Weitra: Verl. Bibliothek d. Provinz, 2014, ISBN 978-3-99028-339-4.
- Und (Alles geschenkt). Erzählungen. Weitra: Verl. Bibliothek d. Provinz, 2015, ISBN 978-3-99028-450-6.
- Totalunternehmen. Dramolette. Attersee: Ed. Sommerfrische, 2016, ISBN 978-3-902415-18-9.
- Herbstsonate. (Langgedicht, gemeinsam mit Erwin Einzinger), Attersee: Ed. Sommerfrische, 2016, ISBN 978-3-902415-20-2.
- Im Ausgehorchten. Gedichte. Weitra: Verlag Bibliothek der Provinz, 2017, ISBN 978-3-99028-659-3.
- Verlockung. Notate. Weitra: Verlag Bibliothek der Provinz, 2018, ISBN 978-3-99028-734-7.
- FAST das Große Haus. Wiederholungen. Weitra: Verlag Bibliothek der Provinz, 2019, ISBN 978-3-99028-827-6.
- Ungeboren. Prosa. Weitra: Verlag Bibliothek der Provinz, 2020, ISBN 978-3-99028-920-4.

## Auszeichnungen
- 1983: Rauriser Arbeitsstipendium für Literatur
- 1987: Talentförderungsprämie des Landes Oberösterreich
- 1994: Autoren-Förderungspreis der Stiftung Niedersachsen / Wolfenbüttel
- 1998: Projektstipendium für Literatur des BKA
- 1999: manuskripte-Preis des Landes Steiermark
- 2002: Stipendium des Deutschen Literaturfonds
- 2005: Kulturpreis des Landes Oberösterreich für Literatur
- 2017: Rotahorn-Literaturpreis
- 2019: Georg-Trakl-Preis für Lyrik
- 2019: Heinrich-Gleißner-Preis[4]

## Ausstellungen
2022: Hans Eichhorn: Aus Paris Adalbert-Stifter-Institut des Landes Oberösterreich/StifterHaus, Linz